# هوروس بن نيخوتس
هوروس بن نيخوتس (145-88 قبل الميلاد) كان أحد المرتزقة المصريين الذين ارتكزوا في المعسكر العسكري في باثيريس (جبلين الحديثة) بالقرب من طيبة في مصر العليا. ولقد تم التعرف على كثير من المعلومات عن حياته بفضل بقاء التاريخ الخاص به المكتوب على أوراق البردي التي اكتشفت في جرة في بداية العشرينيات من القرن العشرين. ولقد اشترى معظم البرديات - أكثر من خمسين بردية - اللورد إلكان ناثان أدلر عام 1924. ويشار إلى هذه البرديات باسم «برديات أدلر». وبعد وفاة أدلر، انتقلت هذه البرديات إلى عدد من جامعي البرديات - تم بيعها عام 1948 إلى مارتن بودمر من جنيف، وبيعت عام 1970 إلى هانز بي كراوس من نيويورك، وفي عام 1989 إلى مارتن شيون من أوسلو - قبل أن يتم ضمها إلى مجموعة برديات كارلسبرج (جامعة كوبنهاغن) من خلال مؤسسة أوغسطنطنيوس ومؤسسة كارلسبرج.
خدم هوروس بن نيخوتس الملوك بطليموس الثامن وبطليموس التاسع وبطليموس العاشر على التوالي. ويغطي أرشيفه الفترة من 135 إلى 89 قبل الميلاد، ويعتقد أن هذا الأرشيف قد تم التغاضي عنه، إلى جانب العديد من الأراشيف الباقية الأخرى من باثيريس، عندما انهار معسكره العسكري أمام القوات المتمردة عام 88 قبل الميلاد. ولقد وصف مظهره الجسدي في إحدى الوثائق فهو شخص "متوسط الحجم، خمري البشرة، شعره مجعد، أصلع من مقدمة الرأس، وجهه طويل، أنفه مستقيم، وأذنه اليسرى مثقوبة. ولقد ولد في حوالي سنة 140 قبل الميلاد وترك الخدمة العسكرية عندما بلغ 50 سنة تقريبًا. لقد سافر في أثناء حياته العسكرية حتى سوريا أثناء حملة في حكم بطليموس العاشر. ولقد تمت مكافأته أثناء حياته المهنية بتاج ذهبي وقميص ملكي.
تشتمل وثائقه الخاصة أساسًا على عقود بيع وقروض، ولكنها تشتمل أيضًا على عقدي زواج لبنتيه وأوراق قانونية أخرى. ولقد قام باستثمار دخله وأصبح ثريًا إلى حد ما. وكان يمتلك مساكن في المدينة بالإضافة إلى حقل غلال وبساتين نخيل وكرم وأجزاء (أسهمًا) في بيوت للحمام. وتنتمي أجزاء من أرشيفه إلى بعض أقاربه (منهم شقيقه فيبيس وابن عمه بانيشونس) ولقد ظلت تلك الأجزاء وألقت ضوءًا كبيرًا على الحياة الاجتماعية في نهاية الفترة الهلنستية في مصر.

## قائمة المصادر
- Elkan Nathan Adler, John Gavin Tait, Fritz M. Heichelheim, Francis Llewellyn Griffith (1939). The Adler Papyri. London: Oxford University Press.{{استشهاد بكتاب}}:  صيانة الاستشهاد: أسماء متعددة: قائمة المؤلفين (link)
- Katelijn Vandorpe, Sophie Waebens (2009). Reconstructing Pathyris' Archives. A Multicultural Community in Hellenistic Egypt. Brussels: Koninklijke Vlaamse Academie van België & l’Union Académique Internationale. ISBN:97 8906 5690579.